# والتر شافر
والتر شافر (انگلیسی: Walter A. Sheaffer; ۲۷ ژوئیهٔ ۱۸۶۷ – ۱۹ ژوئن ۱۹۴۶) مخترع و کارآفرین آمریکایی بود، که در سال ۱۹۱۲ شرکت شافر را تأسیس کرد.